# Biserica fortificată din Netuș

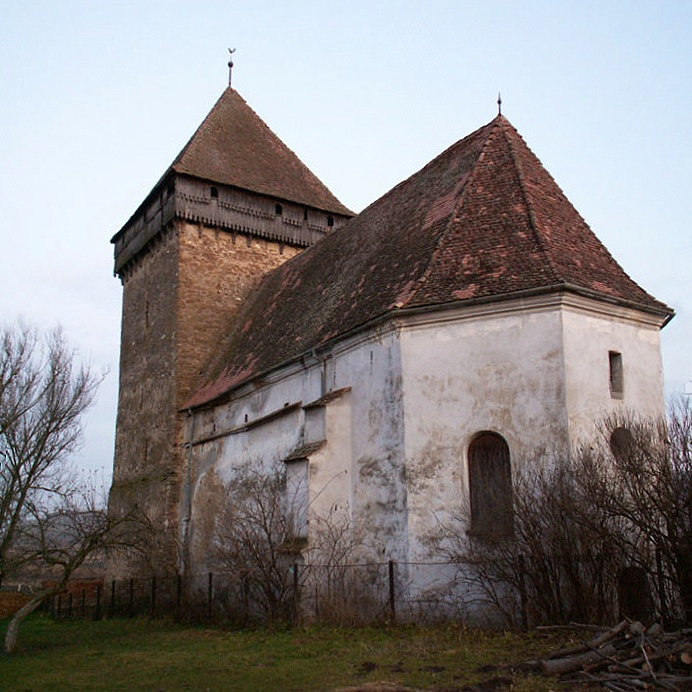
Biserica fortificată din Netuș (2006)

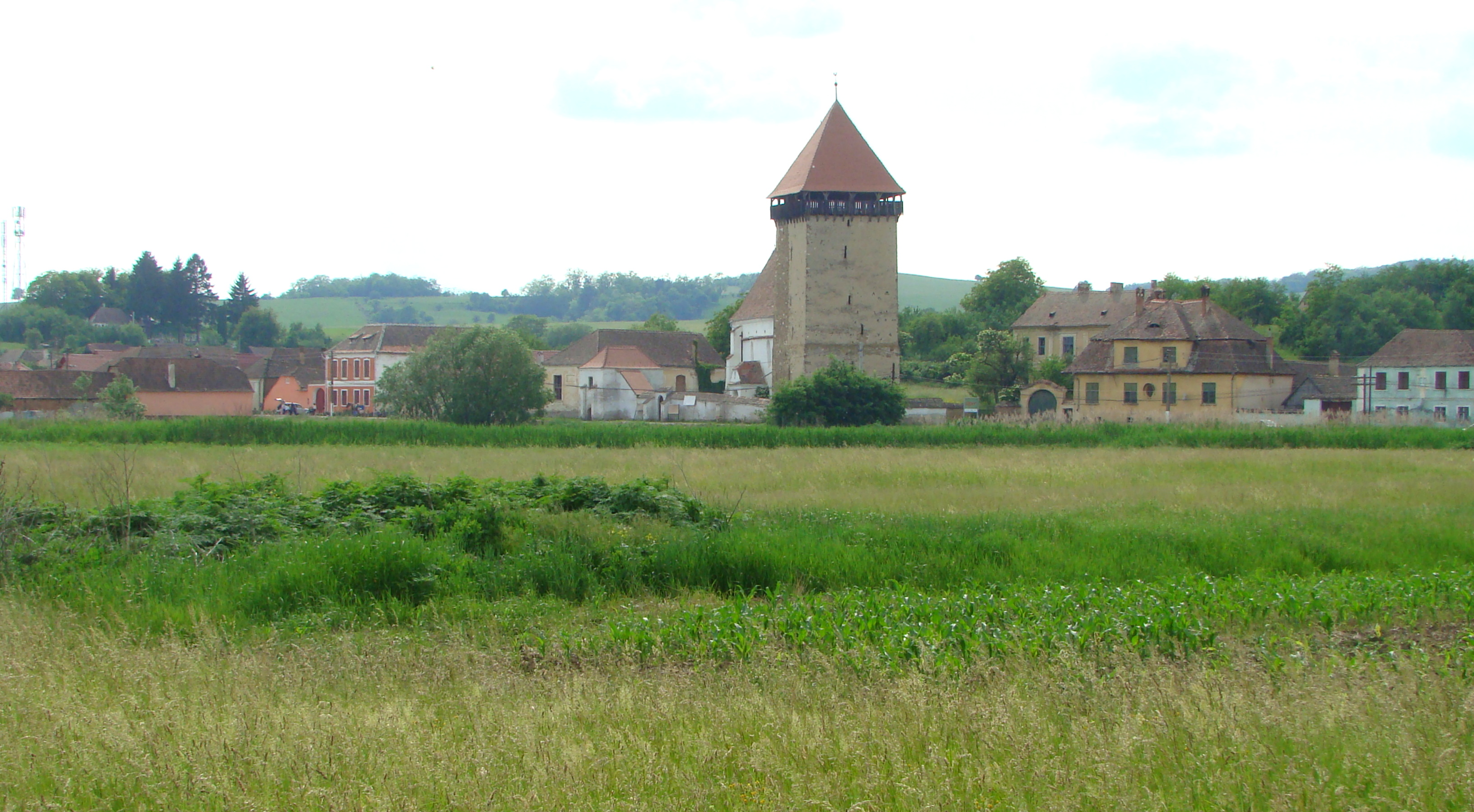
Biserica din depărtare

Biserica fortificată din Netuș este o biserică luterană, monument istoric, aflată  în satul Netuș, comuna Iacobeni, județul Sibiu. Figurează pe lista monumentelor istorice 2015, cod LMI SB-II-a-A-12477, cu următoarele obiective:
- cod LMI SB-II-m-A-12477.01 - Biserica evanghelică fortificată, sec. XV - XVI, (1504 - boltă, 1505-1506 - turn), 1860 (cor vest);
- cod LMI SB-II-m-A-12477.02 - Incintă fortificată (fragment), cu turnul de poartă, secolul al XVI-lea.

## Localitatea
Netuș, mai demult Netușei (în dialectul săsesc Netschessen, Njetesen, Net'ezn, în germană Neidhausen, Neithausen, Neuthausen, Agnetenhausen, Neidhaus, în maghiară Netus) este un sat în comuna Iacobeni din județul Sibiu, Transilvania, România. Satul a fost atestat documentar prima dată în 1309. Sat liber ce aparținea de Scaunul Sighișoara.

## Biserica
În secolul al XIV-lea a fost construită o biserică sală cu hramul Sfântului Nicolae, cu un cor cu absidă 5/8 și turn de vest. Într-o a doua etapă de construcție, la sfârșitul secolului al XV-lea, sala este prevăzută cu o boltă stelară pe nervuri din cărămidă.
Deasupra corului se construiește un donjon puternic. Scări în grosimea zidului conduc spre nivelurile superioare. Al 5-lea nivel este prevăzut cu un drum de strajă, căptușit cu scânduri, având deasupra un acoperiș piramidal. În cor se găsesc elemente valoroase de plastică arhitecturală gotică: console, nervuri, chei de boltă, un tabernacol nișă și ancadramente de uși.
În 1860 turnul de vest este demolat și înlocuit cu un cor spre vest, lucrarea fiind realizată de meșterul Rudolf Neuendorf din Sighișoara. Altarul și amvonul, opere ale meșterului Johann Folberth, datează din 1770 și sunt unite, asfel încât formează practic o piesă unitară. Orga bisericii a fost construită în anul 1850.

## Imagini din exterior

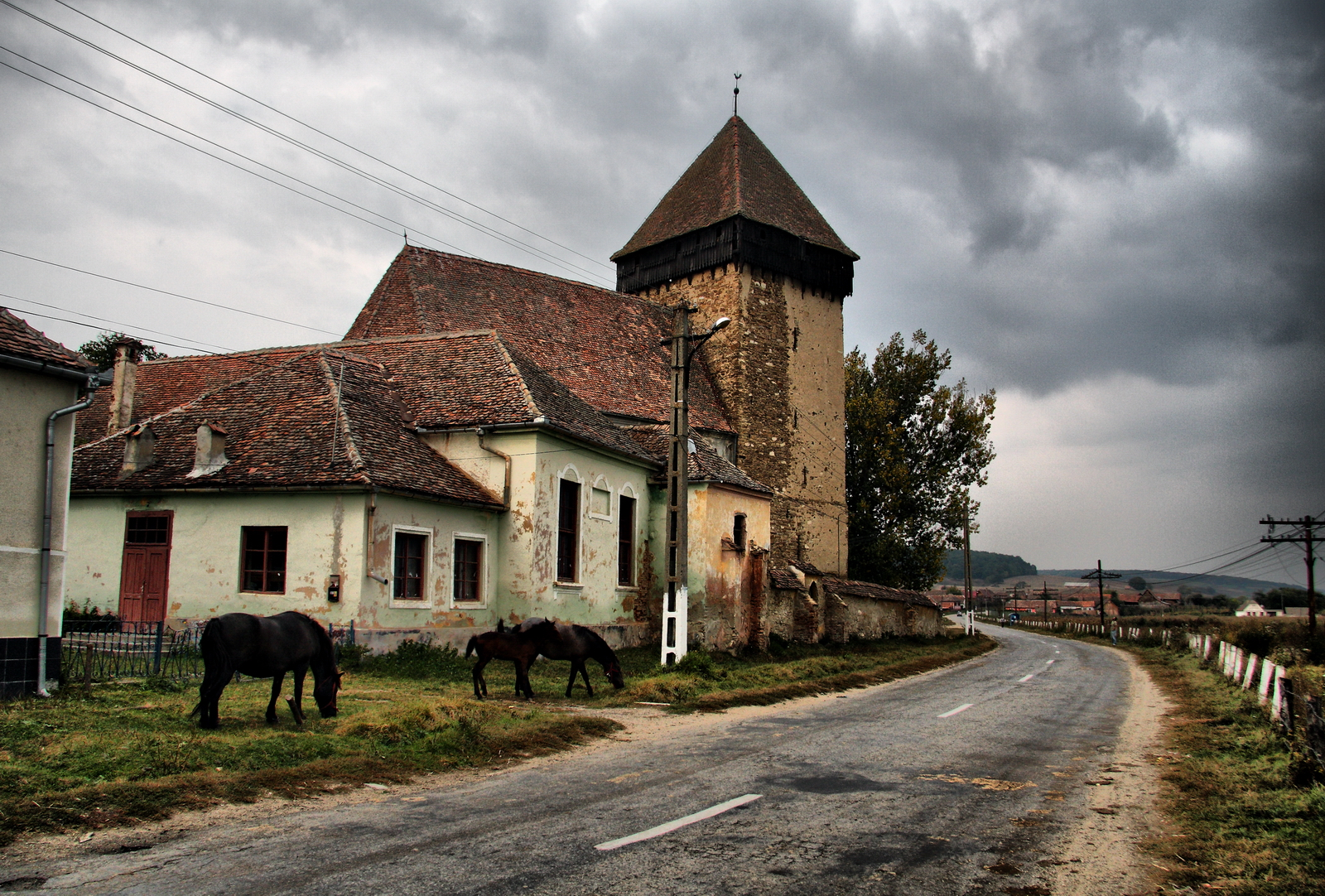
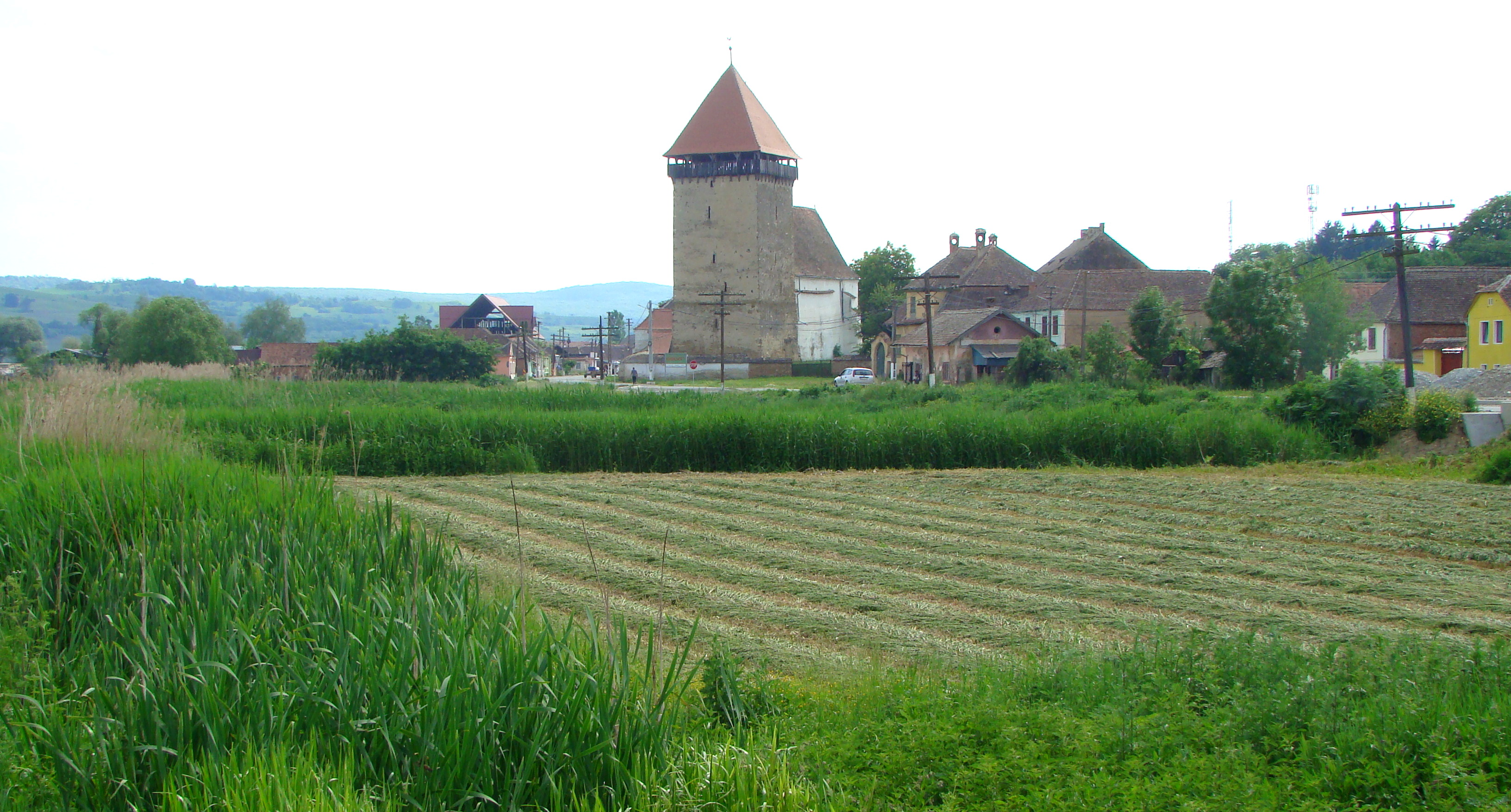
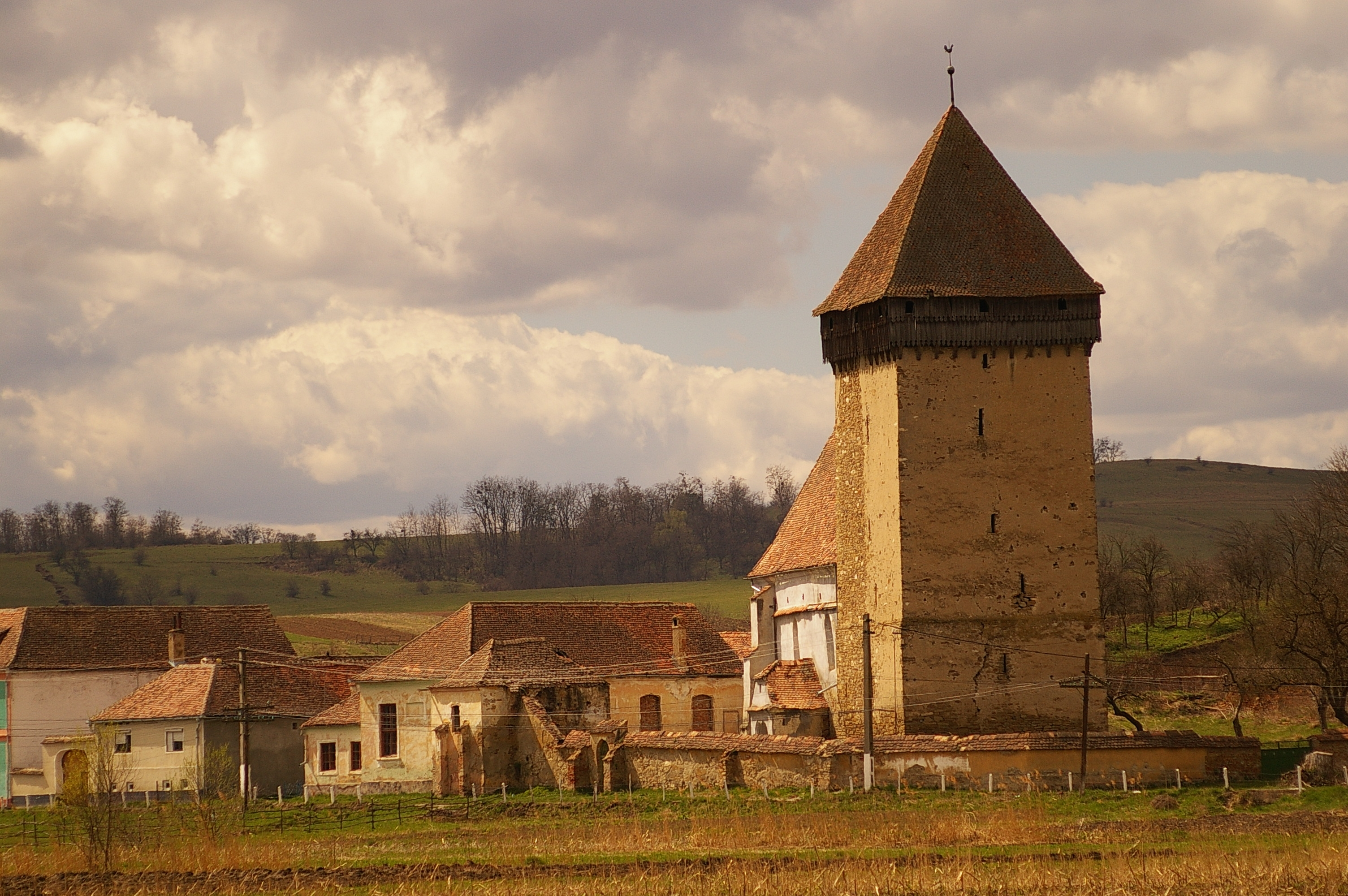
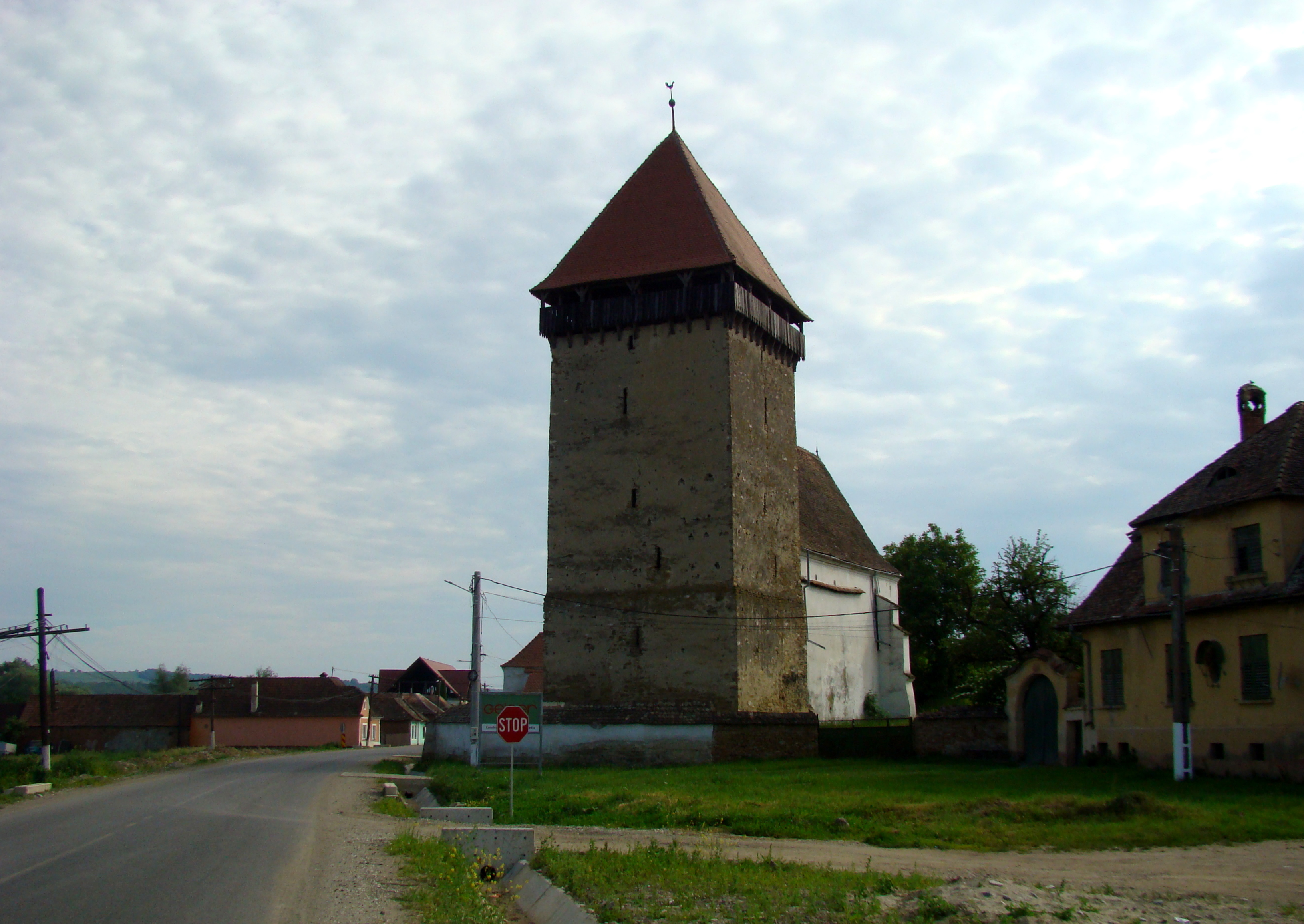
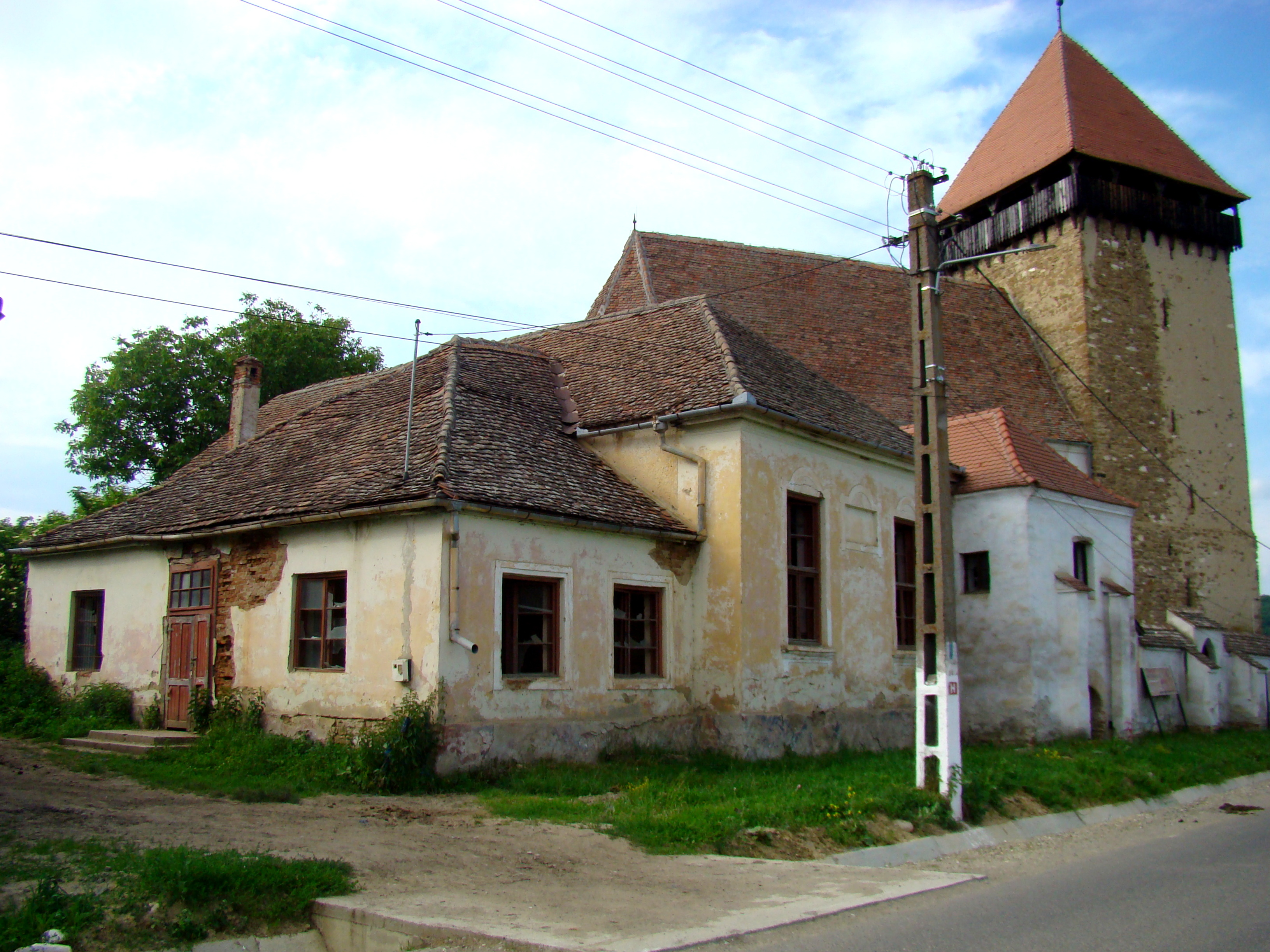
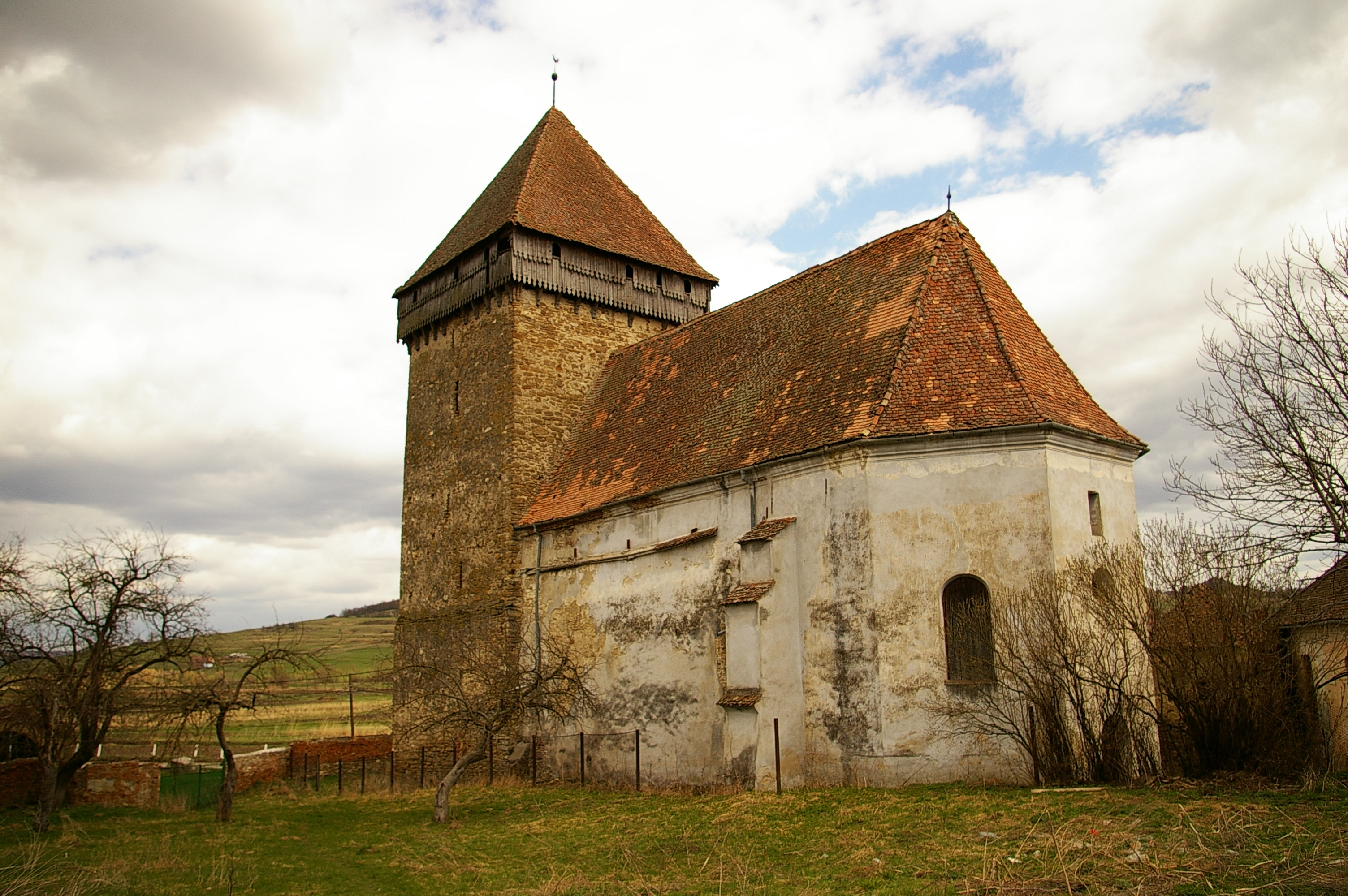
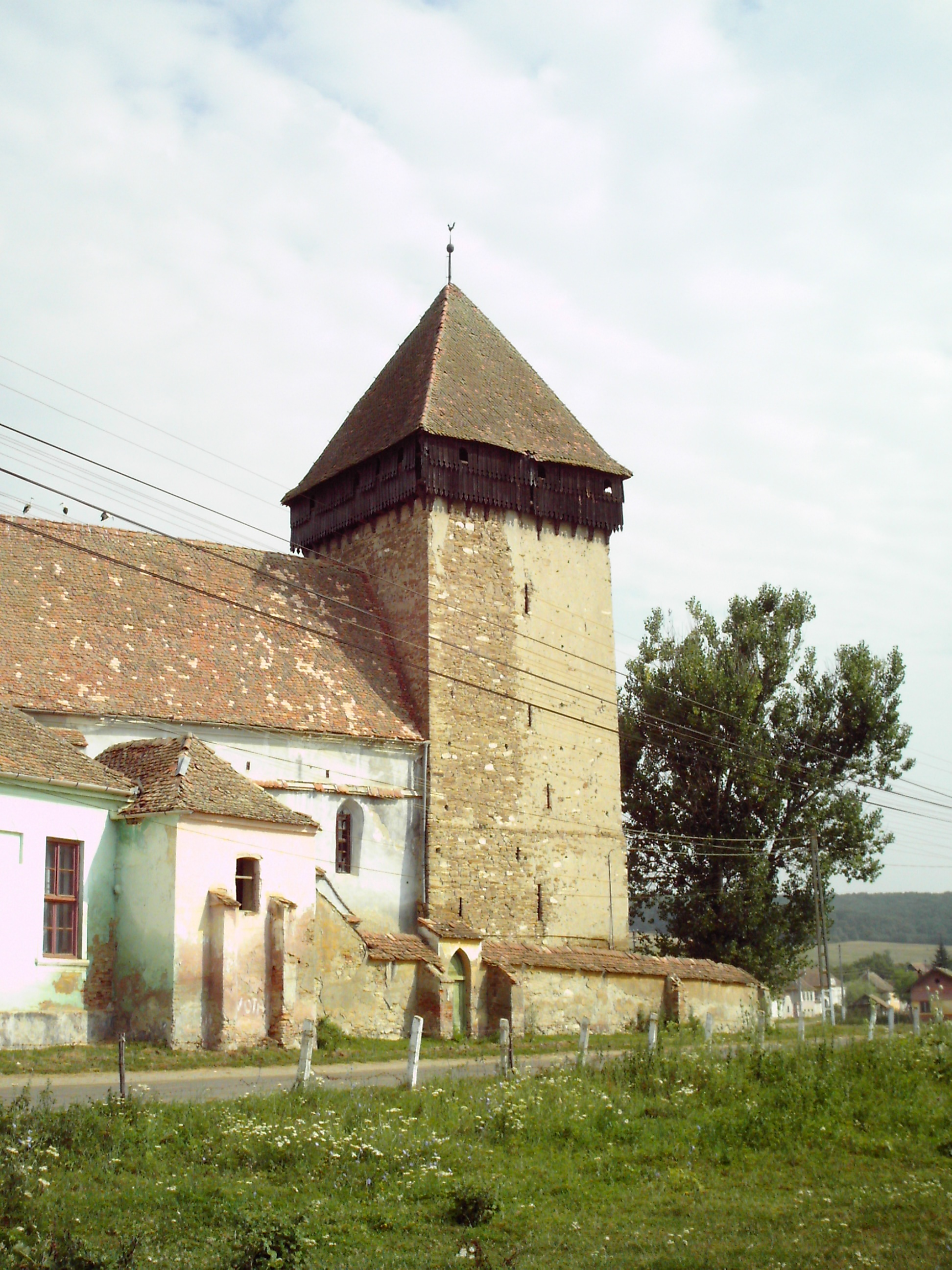